# Olenecamptus lumawigi
Olenecamptus lumawigi är en skalbaggsart som beskrevs av Stefan von Breuning 1980. Olenecamptus lumawigi ingår i släktet Olenecamptus och familjen långhorningar.
Artens utbredningsområde är Filippinerna. Inga underarter finns listade i Catalogue of Life.